# Caichinque
Le Caichinque est un volcan du Chili qui se présente sous la forme de stratovolcans ayant émis des coulées de lave.

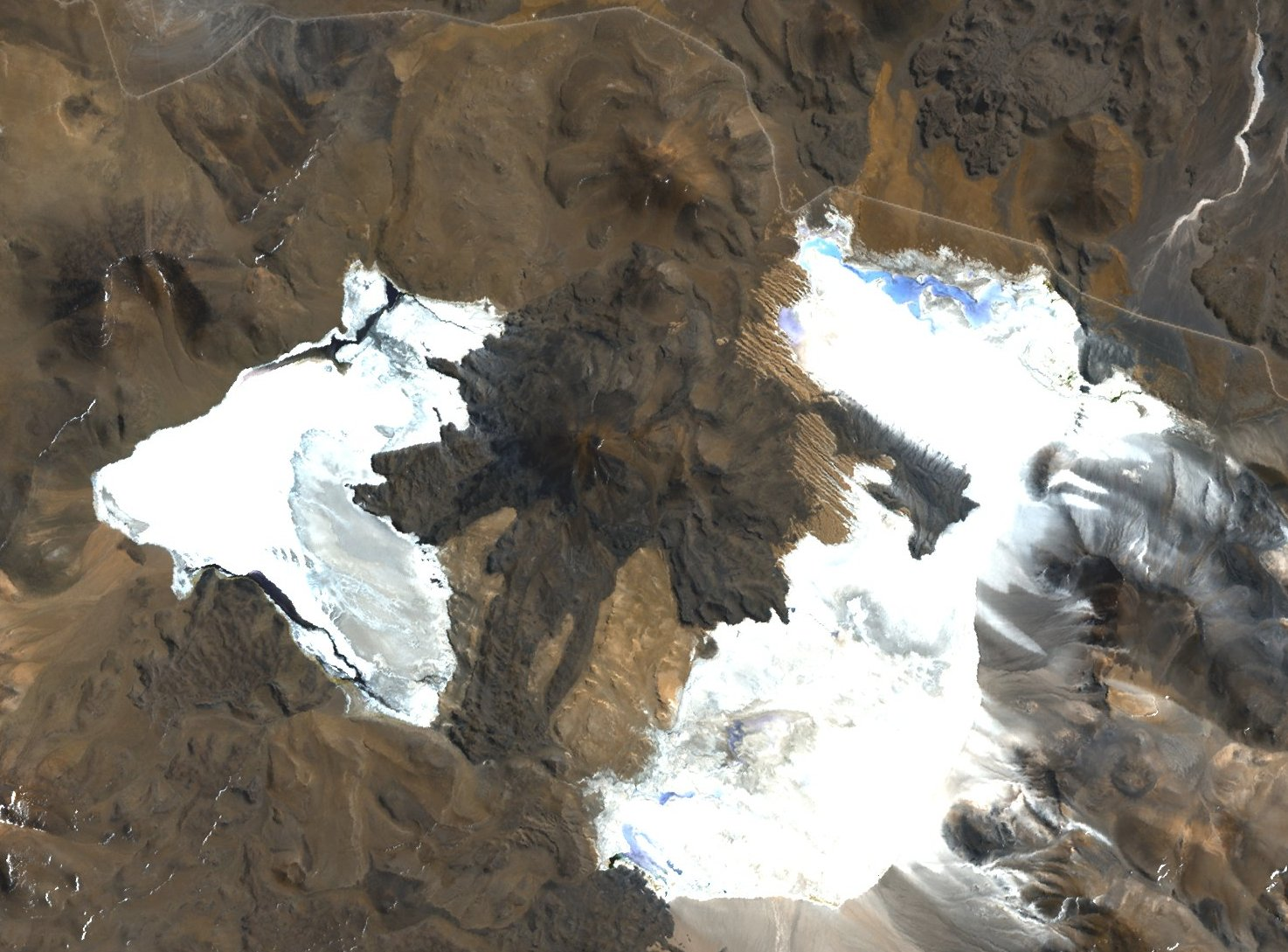
Image satellite du Caichinque entouré par le salar de Capur à gauche et le salar de Talar à droite.